# Richar de Mons
Richar (sau Richer) (d. 973) a fost conte de Mons în 963 sau 964 și viceduce de Lotharingia din 968.
După moartea viceducelui Godefroi I de Lotharingia (totodată, și conte de Hainaut), regele Otto I al Germaniei i-a acordat lui Richar jumătate din comitatul de Hainaut (Mons), alături de titlul comital. Regiunile din zona Valenciennes au fost conferite lui Amalric.
De asemenea, Richar a primit și comitatul de Liège. El figurează într-un hrisov din 2 iunie 965, ca donând sume de bani în memoria lui Godefroi. El s-a aflat în relație de rudenie atât cu împăratul Otto I, cât și cu fratele acestuia, episcopul Bruno I de Köln, devenit duce de Lorena. El apare pentru ultima dată în documente în anul 972.